# بحيرة فارفاز
بحيرة فارفاز وهي بحيرة صناعية متشكلة نتيجة بناء سد. تقع  في مقاطعة لياج بالقرب من أردين ضمن إقليم والونيا وتبلغ مساحتها 0.08 كم2